# Marry the Night
«Marry the Night» es una canción interpretada por la cantante y compositora estadounidense Lady Gaga, incluida en su segundo álbum de estudio, Born This Way. Fue escrita y producida por ella, en compañía de Fernando Garibay. La canción engloba los géneros dance pop, electro-pop, synth-pop y house con influencias de géneros house y electro-pop,  donde la cantante expresa a través de su letra la energía inspirada en una de las anteriores canciones de Gaga, «Dance in the Dark», y el amor por su ciudad natal, Nueva York, la cual le dio el coraje para rechazar Hollywood. Fue grabada mientras la cantante se encontraba viajando en el autobús de su segunda gira, The Monster Ball Tour, y como adelanto, parte de la canción fue interpretada al inicio de su especial de HBO, donde se grabó la presentación en el Madison Square Garden.
Gaga confirmó que la canción estaría en Born This Way en el programa de televisión On Air with Ryan Seacrest, en febrero de 2011. En mayo, seis días antes de la publicación del álbum, fue lanzada oficialmente y promocionada a través de un juego de Farmville, a cargo de la empresa Zynga en la red social Facebook. Meses después, fue lanzada como el quinto sencillo de Born This Way, siendo enviada a las radios el 15 de noviembre de 2011 en los Estados Unidos, mientras que en el Reino Unido fue lanzada el 21 de noviembre de 2011 en formato de descarga digital.
«Marry the Night» recibió comentarios en su mayoría positivos por parte de los críticos de música contemporánea. La mayoría de ellos la describió como un elemento básico en la pista de baile y una «digna sucesora de "Dance in the Dark"» (2009), el trabajo previo del productor Garibay con la cantante. En las reseñas también se hace mención de las influencias de la música italiana por parte del compositor y productor Giorgio Moroder, y también del músico de rock estadounidense Bruce Springsteen. El 11 de junio de 2021, se lanzó una reedición de Born This Way por su décimo aniversario, versión que fue realizada por la cantante Kylie Minogue y que recibió comentarios positivos por parte de la crítica.

## Antecedentes  y lanzamiento
«Marry the Night» fue escrita y producida por Gaga y por el productor musical mexicano Fernando Garibay. La canción fue grabada en el año 2010 en tres lugares: el Studio Bus, mientras la cantante se encontraba alrededor del mundo con su segunda gira musical, The Monster Ball Tour, en The Mix Room y en el Oasis Mastering Studios, el cual se encuentra en Burbank, California, Estados Unidos. El nombre de la canción fue revelado el 15 de febrero de 2011, en el programa de radio de Ryan Seacrest, On Air with Ryan Seacrest, donde la cantante describió a la canción como una de sus favoritas de Born This Way.

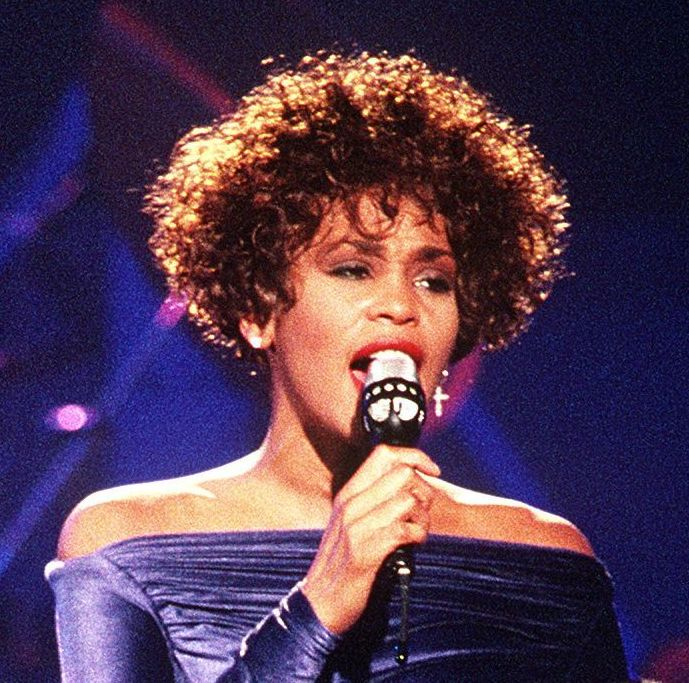
Whitney Houston, quien fue la principal fuente de inspiración de Gaga para escribir «Marry the Night».

Previó a «Marry the Night», Gaga y Garibay ya habían trabajado en 2009 en la canción «Dance in the Dark», perteneciente al tercer EP de la cantante, The Fame Monster. A pesar de ello, la cantante comentó durante su entrevista con MTV: Inside the Outside que «aún no habían "concebido" ninguna canción exitosa». Además de ello, describió a «Marry the Night» argumentando que «es como Whitney, imaginen que Bruce Springsteen hubiera tenido un bebé con Whitney Houston. Eso es lo que es. Y eso fue todo. Hicimos un bebé, finalmente. Después de tanta fornicación, miserablemente larga y tediosa. Fernando y yo finalmente concebimos». Antes de comenzar a trabajar en la canción, Gaga escuchó «Dance in the Dark» y decidió que quería más energía en su nueva colaboración con Garibay. «Recuerdo que estaba detrás del escenario y escuchando el inicio del concierto, así que salí y escuche "Dance in the Dark" abriendo el concierto y quería superar esa sensación. Quería superar ese momento donde se abría el show. Soy de esa manera» declaró Gaga para MTV.
Deseando tener un nuevo estilo de música, Gaga dejó en claro en su entrevista con MTV que quería que la canción no suena parecido a nada de lo que previamente había hecho. La cantante quería escribir una canción que podría definir donde estaba ella con Born This Way y con su vida. Mientras estaban de gira con el The Monster Ball Tour, Fernando Garibay y Gaga comenzaron a trabajar en la música de la canción. En una entrevista con el semanal británico NME, la cantante explicó que la principal fuente de inspiración para la canción fue la cantante estadounidense Whitney Houston y también comentó:

«Esta canción es acerca de mi volver a Nueva York. Escribí esto sobre el valor que tuve para decir "odio Hollywood, yo solo quiero vivir en Brooklyn y hacer música"».
Lady Gaga

En un principio, «Marry the Night» había sido planeada para ser lanzada como el primer sencillo internacional de Born This Way, pero ello no llegó a concretarse ya que luego se decidió que fuera «Born This Way». El estreno de la canción fue durante el especial de HBO, donde se grabó la presentación en el Madison Square Garden de la gira The Monster Ball Tour. Allí, Gaga cantó a capela «I'm gonna marry the night/ I won't give up on my life/ I'm a warrior queen/ Live passionately tonight —en español: Me voy a casar con la noche/ no voy a renunciar a mi vida/ soy una reina guerrera/ voy a vivir apasionadamente esta noche—». Para promocionar Born This Way, Gaga colaboró con Zynga en la creación de GagaVille, una sección especial de FarmVille. Allí se lanzó «Marry the Night» como tema principal, dejando de lado a «Scheiße» como sencillo. La canción también se incluyó en el videojuego el 17 de mayo de 2011.

### Portada
El 17 de octubre de 2011, la cantante publicó en su cuenta de Twitter: «Do you want the #MARRY THE NIGHT SINGLE COVER tonight?» —en español: «¿Quieren ver el #MARRY THE NIGHT SINGLE COVER esta noche?»—, y minutos más tarde, escribió otro tweet afirmando que revelaría la portada del sencillo si el hashtag #MARRYTHENIGHTSINGLECOVER lograba convertirse en tendencia.

If monsters make MARRY THE NIGHT SINGLE COVER the number one trending topic I will release it tonight. Early. SORRY INTERSCOPE! I LOVE THEM!.
Si los monstruos hacen MARRY THE NIGHT SINGLE COVER el número uno de los temas del momento la lanzaré esta noche. Pronto. PERDÓN INTERSCOPE! Los amo a todos.
Lady Gaga

Tan solo quince minutos después, el hashtag se convirtió en tema del momento en Twitter, con lo cual, Gaga afirmó que finalmente revelaría la imagen horas más tarde. El estreno de la portada fue mediante un nuevo tweet en donde escribió un fragmento de la canción, Nueva York is Not Just a Tan that You'll Never Lose, junto a un enlace externo que dirigía hacia TwitPic. La imagen del sencillo muestra a Gaga con un vestida de cuero y botas altas, con el pelo rubio corto mientras posa sobre el techo de un coche, el cual está húmedo por el frío de la noche; detrás de ella, se observa una gran llama de fuego. La misma fue tomada durante el rodaje del video musical de la canción.

## Composición y grabación
«Marry the Night» fue originalmente grabada en el estudio del autobús de la gira The Monster Ball Tour de la artista en 2010, pero más tarde fue mezclada en la sala de mezclas de Burbank, California por Dave Russell con ayuda de Pablo Pavao. Gaga describió la canción como «masiva»,y comentó que luego de escribir la canción, fue directamente al estudio a grabarla. Según Garibay, Gaga meditó durante unos minutos y luego le pidió que le entregara un micrófono para grabar, y, así, completar la canción dentro de unas horas. La canción comienza con campanas de la iglesia electrónica y Gaga cantando suavemente "I'm gonna marry the night/I won't give up on my life/I'm a warrior queen/Live passionately tonight" Seguidamente Gaga hace una nota alta dando inicio a la música, seguidamente se traslada al coro donde Gaga tartamudea la línea "Ma-ma-ma-marry/Ma-ma-ma-marry/Ma-ma-ma-marry the night".
El coro es seguido por música punk rock, mientras Gaga dice la línea "Nothing's too cool/To take me from you/New York is not just a tan that you'll never lose". De acuerdo con los datos publicados en Musicnotes.com por Music Publishing Sony/ATV, "Marry the Night" está escrita en el compás del tiempo común, con un lento ritmo de 64 latidos por minuto. Se compone de la clave de Do Mayor y el rango vocal de Lady Gaga va desde G3 a E5. De ello se desprende una secuencia básica de Am-Dm/A-F/A-G como su progresión de acordes. Las campanas de la iglesia de la canción estaban destinados a atraer seguidores paralelos intermediarios de Lady Gaga apodados Little Monsters y los miembros de una religión o un culto. La letra habla de las fiestas y estragos en la noche, y sirve como un homenaje a la ciudad de Nueva York en la escena musical del centro. Evan Sawdey de Pop Matters describe las letras como "vamos a tomar la noche en forma de grito de guerra".

## Recepción

Después de colaborar con Garibay en «Dance in the Dark», la cantante buscó superarse con «Marry the Night», con un resultado positivo, ya que la canción fue descrita como «una digna sucesora». En la imagen, Gaga cantando «Dance in the Dark» en su gira The Monster Ball Tour (2010-11).

### Comentarios de la crítica
«Marry the Night» recibió comentarios positivos en su totalidad por parte de los críticos de música contemporánea. Stephen Erlewine del portal web Allmusic dio una revisión positiva a la canción argumentando que «resplandece intermitentemente como neón». Sal Cinquemani de Slant Magazine consideró a «Marry the Night» como sobresaliente en Born This Way y llamó a la canción como «una digna sucesora de "Dance in the Dark" (2009)». Jody Rosen de la revista Rolling Stone destacó cómo «Marry the Night» parecía volverse «más grande y más intensa» a medida que avanzaba, señalando influencias del pop y el glam metal, así como de artistas como Pat Benatar, Bonnie Tyler y Bon Jovi. Scott Shetler de PopCrush calificó a la canción con 3 de 5 estrellas argumentando que «Gaga anhela para el matrimonio, no con un hombre, sino con la vida nocturna [...] la canción no habla mucho de una historia y nunca se convierte realmente en el himno fiestero que la cantante podría haber imaginado».
Katherine St Asaph del sitio web PopDust otorgó la máxima calificación del sitio, 5 de 5 estrellas, y comentó que «suena como una carrera desesperadamente vertiginosa a través de los años 90. Tiene todo lo necesario [para ser sencillo]: una introducción de reflexión para que funcione, un coro masivo que emociona de nuevo cada vez que se escucha y que no suena en absoluto fuera de lugar en la radio». En su reseña del álbum, Arturo Puescas de Terra comentó que es «una canción explosiva y radiante, con Gaga intentando ser Cher y dejando a toda colega suya muy por debajo debido a sus registros vocales», y declaró que como inició del álbum es «brillante».
Gerardo Gonzáles de La Nación afirmó que «Marry the Night» es «una contagiosa canción en la que se declara a sí misma como una reina guerrera, dispuesta a todo menos a darse por vencida». Alfonso Ortega de Fanzine Radar llamó a la canción «divertida, bailable e ideal para animar una buena fiesta». Nathan Jolly de The Music Network declaró que la canción «es un futuro número uno y el perfecto llamado a las armas». César Muela de Cucaracha Sónica declaró que «la melodía sobre la que pivota el tema es bastante pegadiza y tiene una conclusión muy efectiva en el estribillo». Siguió: «Lo más interesante de la canción [...] viene de la mitad en adelante, cuando unas armonías más roqueras -guitarras eléctricas incluidas- sustituyen a la estrofa original».

### Rendimiento comercial
Antes de ser lanzada como sencillo, «Marry the Night» entró en las listas de éxitos de distintos países. En los Estados Unidos, durante la semana del 11 de junio de 2011, logró entrar en la lista Billboard Hot 100, el conteo más importante del país, en el puesto número 79, tras vender 35 mil copias en formato digital, las cuales, paralelamente, hicieron debutar a «Marry the Night» en el puesto número 57 del conteo Digital Songs. Volvió a entrar a la lista en diciembre de ese año, alcanzando el puesto 29, aunque no logró el top 10, rompiendo la racha de Gaga de once éxitos consecutivos en esa categoría. Además, «Marry the Night» alcanzó el puesto 27 de la lista Adult Pop Songs, mientras que en la lista de Hot Dance Club Songs alcanzó el primer puesto, convirtiéndose en el duodécimo número uno de Gaga en dicho conteo. Posteriormente, la canción fue certificado como sencillo de platino por la RIAA, tras vender un millón de unidades en los Estados Unidos.
En Canadá, la canción debutó en el puesto 91 de la lista Canadian Hot 100 en la semana del 11 de junio de 2011. Luego de su lanzamiento como sencillo, alcanzó el puesto número 11 en dicha lista. Por otro lado, en el Reino Unido, «Marry the Night» entró en el UK Singles Chart durante la semana del 4 de junio de 2011 en el puesto 112, y luego alcanzó el puesto 16 tras haberse lanzado como sencillo. Hasta junio de 2021, había vendido 290 mil unidades en dicho país. La canción también logró entrar a los conteos de la región valona de Bélgica y en Corea del Sur. Específicamente, en la región valona de Bélgica, debutó, durante la semana del 4 de junio de 2011, en el puesto número 40 de la lista Ultratop 50, mientras que en Corea del Sur, «Marry the Night» alcanzó el puesto N° 11.

## Video musical

### Producción
El video musical de «Marry the Night» fue filmado en Staten Island, Nueva York, Estados Unidos, durante el 10 y el 13 de octubre de 2011. Su dirección estuvo a cargo de la misma Lady Gaga. El 17 de octubre de 2011, la cantante publicó en su cuenta de Twitter: «Acabó de terminar mi quinto video musical, no puedo esperar a desplegar todos sus secretos y compartir con ustedes momentos de mi pasado que todavía tengo que revelar». El 11 de octubre de 2011, distintas publicaciones periodísticas afirmaron que Gaga fue vista durante la filmación del video en el Snug Harbor Cultural Center. El 17 de noviembre del 2011 se estrenó en la cuenta de Vevo de Gaga se estrenó «Marry The Night: The Prelude Pathetique», el monólogo de Gaga al principio del vídeo. La cantante publicó en su cuenta oficial de Twitter que el video iba a estrenarse el 1 de diciembre de 2011, en el canal E!. Como adelanto, el 25 de noviembre de 2011, subió un teaser del video, en la que se muestra parte de la coreografía de la canción. El video fue estrenado el 2 de diciembre de 2011 en dicho canal y en Youtube. El videoclip retrata la transformación y liberación artística de Gaga, a través de una narrativa impactante, donde la cantante explora su identidad dual: la estrella de pop y la mujer detrás del personaje.

### Trama
Lady Gaga ingresa en una clínica psiquiátrica para mujeres. Mientras es llevada por unos pasillos, se oye un monólogo. Cuando finalmente llega a su cama, algo depresiva, saca un cigarrillo, el que una enfermera en el cuarto se lo confisca. Gaga mantiene una conversación con ella, y le cuenta sobre su difícil camino hacia la fama, mientras comienza a llorar. La cámara se aleja, y se puede observar la sala completa, llena de camillas, enfermas caminando y otras internadas jugando mientras suena la sonata para piano en Do menor 'Patética' de Beethoven en el fondo. Lo que indica que Gaga, al lograr llegar a la fama, es afectada en sus facultades mentales llevándola a un colapso.
Luego de cambiar la escena, aparece Lady Gaga vestida con un tutú de látex rosa pálido, practicando danza clásica, con un peinado muy peculiar estilo 'Alien'. Aparecen escenas intercaladas, dónde aparece desnuda siendo arropada en una cama por una mujer. Después de esto, aparece recostada, aún desnuda, tomando el teléfono, mientras se le informa que ha sido despedida de su sello discográfico, diciendo «soy una artista». Gaga se enfada, grita, rompe un espejo, come, escupe y se tira encima cereales hasta caer rendida en una bañera. Vuelve a aparecer como bailarina, pero con otras cinco bailarinas más vestidas como ella. La música se detiene, y aparece en la bañera tiñéndose el cabello de azul y tarareando los primeros versos de «Marry the Night». Sigue llorando.
Aparece en un gran salón lleno de balcones, en los cuales hay un grupo de personas en hilera observándola fijamente, los cuales son sus bailarines. En esta escena, la cantante se encuentre con un vestuario y un look con un cabello ondulado y rubio, lleva puesto un pantalón, un chaleco y un sostén tejano lleno de brillos, unas gafas y maquillaje parecido al de «Telephone». Mientras Gaga mira a las personas, se escucha su voz y, al callarse, la cámara comienza a enfocar la cúpula central del salón, en la cual hay un reloj sonando en el centro de un tragaluz. Desaparece toda la iluminación y se observa una luna llena. Se pueden escuchar sonidos, y la cámara baja lentamente. En un estacionamiento en medio de la lluvia, se ven varios autos en llamas, y uno aún sin arder, en el cual se encuentra la «artista» de cabeza, sosteniéndose del techo con sus piernas, con una mano en el volante, usando una ropa negra futurista y cabello corto y rubio. Cuando Gaga entra al interior del auto, reproduce una cinta y la canción comienza a sonar. Se pinta los labios, llora y fuma un cigarrillo. Cuándo suena el coro, un coche explota y ella sale del suyo subiéndose a su techo. Baila y se mueve sobre los charcos y por encima del auto, para volver a entrar en él. Luego se ve a la cantante caminando rítmicamente hacia los autos en llamas.
Aparece en su estudio donde ensaya las coreografías, en la que Gaga, vestida más casualmente y con cabello aún más corto, se quita los pendientes y calienta un poco antes de bailar con sus compañeros. Comienza a cantar la canción y después comienza a bailar con sus bailarines. En otra escena la chica vestida de bailarina se cae, y Gaga le ayuda a levantarse. Aparecen escenas de ella nuevamente sobre el auto bajo la lluvia, y de ella completamente desnuda en la bañera dónde se tiñó el cabello.
Llegando a la coda de la canción, aparece una escena en la que lleva un traje de cuero ajustado, labios pintados de azul marino, cabello corto como en la escena anterior y gafas de sol, las que se quita posteriormente. Detrás de ella y de los bailarines, parece haber unos túneles de Nueva York, con semáforos, autos y el suelo mojado. Aparecen imágenes muy rápidas de Gaga en la bañera, en el estacionamiento quemando los autos, en la barra de danza y en escaleras con un keytar bajándolos de las mismas con la ayuda de un hombre. Aparece nuevamente Gaga en el túnel, con una gigantesca pamela negra combinando con su vestimenta y gafas, intentándose subir en un coche negro. Dentro de él, orando, observa su mano, en dónde tiene escrito «Interscope Records, Hollywood, CA, 4pm». La cantante y sus bailarines en el túnel, bajan hacia el suelo y se escucha un ruido parecido a un golpe.
La escena anterior se fusiona con otra, donde sólo hay oscuridad y unas luces rojas. Aparece Lady Gaga sentada, con un vestido rojo largo usando una máscara de metal futurista basada en un satélite parecida a la de su interpretación del 6 de noviembre en los MTV Europe Music Awards. Comienza a arder fuego a su alrededor, pero de repente se apaga y se escucha música estratosférica, mientras se eleva junto a las luces rojas, hasta desaparecer por completo. Esta escena final hace referencia al Ave Fénix, que resucita de sus cenizas.

## Presentaciones en vivo

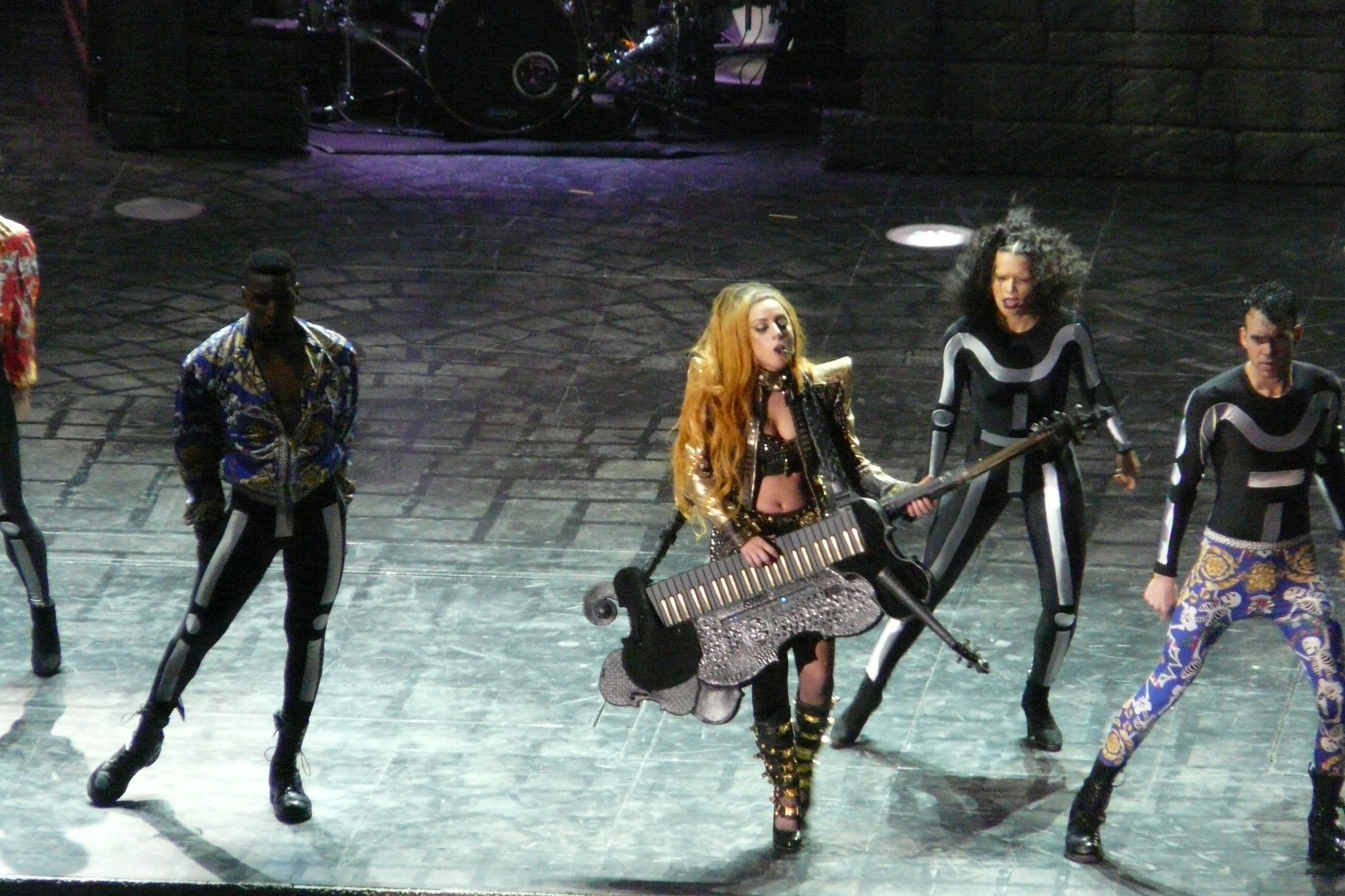
Gaga tocando un keytar durante la actuación de «Marry the Night» en su gira The Born This Way Ball (2012-13).

El 31 de octubre de 2011, Gaga interpretó por primera vez «Marry the Night» en un concierto tras una carrera de Fórmula 1 en la Greater Noida, India. Allí, cantó la canción en el piano con música india de fondo. El 6 de noviembre de 2011, la cantante presentó la canción por primera vez en la televisión en los premios MTV Europe Music Awards. En la misma, la intérprete se mantuvo en una luna gigante hasta el puente musical de la canción, donde bajó y comenzó a bailar su coreografía. El 10 de noviembre de 2011, en los Premios Bambi, interpretó en directo «Marry the Night» sobre un coche descapotable negro que en su matrícula tenía escrita las siglas «Mother». El 13 de noviembre de 2011 interpretó la canción en Factor X, donde apareció con un cadáver a sus espaldas, que se quitó más adelante para realizar la coreografía. El día 24 de noviembre, durante la celebración por el Día de Acción de Gracias, se emitió por el canal ABC un especial sobre Gaga, donde interpreta «Marry the Night» de una forma muy elegante, vestida de manera muy sofisticada, acompañada únicamente de un pianista. El día 30 de noviembre se llevó a cabo el concierto de las nominaciones a la 54° entrega de los Premios Grammy, donde Gaga interpretó la canción vestida y maquillada como el zombie del vídeo de «Born This Way. La canción también fue interpretada en el programa Ellen. El 31 de diciembre de 2011, en vísperas de año nuevo, la cantante se presentó en el Times Square, Nueva York, Estados Unidos. Allí, cantó hasta el primer coro de «Heavy Metal Lover», e interpretó un medley entre «Marry the Night» y «Born This Way». También se incluyó en el repertorio de la tercera gira musical de la cantante, The Born This Way Ball.

## Formatos yremixes
| Alemania — Sencillo en CD |                                                   |          |  |
| N.º                       | Título                                            | Duración |  |
| 1.                        | «Marry the Night» (Versión del álbum)             | 4:24     |  |
| 2.                        | «Marry the Night» (David Jost & Twin Radio Remix) | 3:31     |  |

| Reino Unido — Disco de vinilo de siete pulgadas |                                                                         |          |  |
| N.º                                             | Título                                                                  | Duración |  |
| 1.                                              | «Marry the Night» (The Weeknd & Illangelo Remix)                        | 4:04     |  |
| 2.                                              | «Marry the Night» (Totally Enormous Extinct Dinosaurs 'Marry Me' Remix) | 5:49     |  |

| Descarga digital — Marry the Night (The Remixes) |                                                     |          |  |
| N.º                                              | Título                                              | Duración |  |
| 1.                                               | «Marry the Night» (Zedd Remix)                      | 6:14     |  |
| 2.                                               | «Marry the Night» (Sander van Doorn Remix)          | 5:38     |  |
| 3.                                               | «Marry the Night» (Afrojack Remix)                  | 9:18     |  |
| 4.                                               | «Marry the Night» (John Dahlbäck Remix)             | 5:19     |  |
| 5.                                               | «Marry the Night» (Sidney Samson Remix)             | 4:44     |  |
| 6.                                               | «Marry the Night» (R3hab Remix)                     | 4:54     |  |
| 7.                                               | «Marry the Night» (Lazy Rich Remix)                 | 5:46     |  |
| 8.                                               | «Marry the Night» (Dimitri Vegas & Like Mike Remix) | 5:58     |  |
| 9.                                               | «Marry the Night» (Quintino Remix)                  | 5:52     |  |
| 10.                                              | «Marry the Night» (Danny Verde Remix)               | 7:45     |  |

## Posicionamiento en listas

### Semanales
| Alemania          | German Singles Chart         | 17 |
| Australia         | Australian Singles Chart     | 88 |
| Austria           | Austrian Singles Chart       | 13 |
| Bélgica (Flandes) | Ultratip 50 Singles          | 1  |
| Bélgica (Valonia) | Ultratop 50 Singles          | 38 |
| Canadá            | Canadian Hot 100             | 11 |
| Corea del Sur     | South Korean Gaon Chart      | 11 |
| Escocia           | Scottish Singles Chart       | 8  |
| Eslovaquia        | Slovak Airplay Chart         | 10 |
| España            | Airplay Chart                | 31 |
| Estados Unidos    | Billboard Hot 100            | 29 |
| Estados Unidos    | Pop Songs                    | 14 |
| Estados Unidos    | Dance/Club Play Songs        | 1  |
| Hungría           | Hungarian Singles Charts     | 4  |
| Japón             | Japan Hot 100                | 51 |
| Finlandia         | Finlad Singles Chart         | 28 |
| Francia           | French Singles Chart         | 51 |
| Irlanda           | Irish Singles Chart          | 24 |
| Reino Unido       | UK Singles Chart             | 16 |
| República Checa   | Czech Republic Airplay Chart | 41 |
| Suiza             | Swiss Singles Chart          | 34 |

| Predecesor: «Party People» de Erika Jayne | US Billboard Hot Dance Club Songs — Sencillo N°1 21 de enero de 2012 — 28 de enero de 2012 | Sucesor: «If It Wasn't For Love» de Deborah Cox |

### Certificaciones
| País           | Organismo certificador | Certificación | Ventas certificadas | Ref.   |
| -------------- | ---------------------- | ------------- | ------------------- | ------ |
| Australia      | ARIA                   | Platino       | 70 000              | [ 68 ] |
| Brasil         | ABPD                   | 2× Platino    | 80 000              | [ 69 ] |
| Estados Unidos | RIAA                   | Platino       | 1 000               | [ 38 ] |
| Reino Unido    | BPI                    | Plata         | 200 000             | [ 70 ] |

## Premios y nominaciones
El sencillo «Marry The Night» fue nominado en distintas ceremonias de premiación. A continuación, una lista con algunas de las candidaturas que obtuvo la canción:
| Año  | Ceremonia de premiación | Premio                      | Resultado | Ref.   |
| ---- | ----------------------- | --------------------------- | --------- | ------ |
| 2012 | MTV Europe Music Awards | Mejor vídeo                 | Nominado  | [ 71 ] |
| 2012 | MuchMusic Video Awards  | Vídeo internacional del año | Nominado  | [ 72 ] |

## Historial de lanzamientos
| País           | Fecha                   | Formato                       | Ref.   |
| -------------- | ----------------------- | ----------------------------- | ------ |
| Australia      | 17 de octubre de 2011   | Radial                        | [ 73 ] |
| Estados Unidos | 15 de noviembre de 2011 | Radial                        | [ 74 ] |
| Reino Unido    | 21 de noviembre de 2011 | Descarga digital              | [ 75 ] |
| Alemania       | 2 de diciembre de 2011  | Sencillo en CD                | [ 76 ] |
| Estados Unidos | 20 de diciembre de 2011 | Marry the Night (The Remixes) | [ 77 ] |

## Créditos y personal
- Lady Gaga: composición, producción y voz principal
- Fernando Garibay: composición, producción, programación y teclado
- Dave Russell: grabación y mezcla
- DJ White Shadow: programación de batería
- Gene Grimaldi: masterización
- Eric Morris: asistente
- Paul Pavao: asistente